# 부천시 남구 (선거구)
부천시 남구는 대한민국의 옛 국회의원 선거구이다. 당시 경기도 부천시 남구 지역을 관할했다.

## 역사
1988년 1월 1일을 기해 부천시에 구제가 실시되면서 남구가 신설되었다. 이에 대한민국 제13대 국회의원 선거를 앞두고 부천시·김포군·강화군 선거구에서 분리되면서 신설되었다.
1993년 2월 1일을 기해 부천시 남구가 소사구로 명칭을 변경했다. 이에 대한민국 제15대 국회의원 선거를 앞두고 부천시 남구 선거구가 부천시 소사구 선거구로 개편되었다.

## 역대 국회의원
| 선거   | 정당 | 정당       | 의원   |
| ------ | ---- | ---------- | ------ |
| 1988년 |      | 통일민주당 | 최기선 |
| 1992년 |      | 민주당     | 박규식 |

## 역대 선거 결과

### 대한민국 제13대 국회의원 선거
|  | 24.82% |

|  | 24.53% |

|  | 20.08% |

|  | 17.33% |

|  | 7.22% |

|  | 5.54% |

|  | 0.45% |

### 대한민국 제14대 국회의원 선거
|  | 47.68% |

|  | 34.29% |

|  | 13.20% |

|  | 4.81% |